# 上野亀甫
上野 亀甫（うえの かめすけ、1886年（明治19年）9月10日 - 1955年（昭和30年）1月20日）は、大日本帝国陸軍軍人。最終階級は陸軍少将。功三級

## 経歴
1886年（明治19年）に山口県で生まれた。陸軍士官学校第18期卒業。1932年（昭和7年）8月に陸軍歩兵大佐に進級し、台湾軍高級副官に就任し、1935年（昭和10年）に大阪連隊区司令官に転じた。
1937年（昭和12年）3月1日に陸軍少将に進級し、第12師団司令部附となる。9月11日には歩兵第23旅団長（中支那派遣軍・第18師団）に就任し、第二次上海事変に出動。杭州湾に上陸し、南京を攻陥した後広徳で討伐戦に当たる。第21軍隷下に編入されると、バイアス湾に上陸し、10日で広東を攻略する戦果を収めた。1939年（昭和14年）3月9日に独立混成第2旅団長（駐蒙軍）に転じ、張家口に駐屯。各種作戦、治安維持に当たった。6月1日に留守第12師団司令部附となり、8月1日に待命、9月3日に予備役に編入された。
1947年（昭和22年）11月28日、公職追放仮指定を受けた。

## 栄典
勲章
- 1939年（昭和14年）4月13日  - 勲二等瑞宝章[4]